# Robbanásveszély (album)
A Robbanásveszély! című hanglemez, egy heavy metal válogatásalbum, az 1980-as évek-ből.

## Története
A lemezt 1987-ben adta ki a Sztár és az Unicornis kisszövetkezet, a felvételek az Origó Stúdióban készültek. Különböző (ma már) neves együttesek játszottak a lemezen, többek között ilyen volt: a Sámán együttes, a Missió zenekar, vagy a miskolci RoToR. Összesen öt együttes vett részt a lemez elkészítésében, és mindegyik két-két számmal (demó felvétel) képviseltethette magát az albumon. A lemez sikeresnek bizonyult a metálosok körében olyannyira, hogy hamarosan, 1988-ban elkészült a folytatása is Robbanásveszély II. címmel, de sajnos csak kazettán jelent meg.
A lemezt még nem adták ki CD formátumban, így a bakelitlemez és a magnókazetta (MC) ritkaságnak, úgymond kuriózumnak számít a heavy metal zenét kedvelőinek.

## Az album dalai

### Első oldal
1. RoToR: Metálháború (Ferenczi László / Szentesi János) – 4:35
2. Sámán: Sámán (Ángyán Tamás / Molics Zsolt) – 3:47
3. BMV: Álarc nélkül (Papp J. / Bakos Zoltán) – 3:38
4. Missió: A sors (Turi István) – 4:00
5. Fókusz: Rocker fiúk és kemény lányok (Pallag János / Németh Nándor) – 5:18

### Második oldal
1. Sámán: Hódító küzdelem (Ángyán Tamás / Molics Zsolt) – 4:13
2. RoToR: Rotor-Rémálom (Antal (?) / Szentesi János) – 3:47
3. Missió: Eljön a szabadulás (Turi István) – 3:42
4. BMV: A fiú (Papp J. / Sárközi Imre) – 4:28
5. Fókusz: Keresztre feszíthetsz (Pallag János / Németh Nándor) – 3:36

## Együttesek
Közreműködők
Produkció
- Nagy Attila – borítóterv, fotó és grafika

## Külső hivatkozások
- A RoToR zenekar rajongói oldala
- Sámán együttes Archiválva 2011. április 11-i dátummal a Wayback Machine-ben
- Missió zenekar honlapja
- A Fókusz együttes weboldala
- Robbanásveszély videó (RoToR - Metálháború, 1987)
- Sámán együttes, "Sámán" c. száma (demó felvétel - 1986)